# Wermlandsflyg
Wermlandsflyg är ett flygbolag med huvudbas på Torsby flygplats i Värmlands län. Företaget är specialiserat på foto- och mätflygningar.

## Flygflotta[3]
- 3 Twin Commander 690/840
- 1 Twin Commander 500S